# 東多良木站
東多良木站（日语：／ Higashi-taragi eki */?）是一位於日本熊本縣球磨郡多良木町大字多良木，由球磨川鐵道所經營、湯前線沿線的鐵路車站。

## 車站構造
岸式1面1線供列車6節車廂停靠的地上站。與球磨川鐵道其他車站相比較為遠離村莊，並沒有設置廁所或公共電話，只有候車室。

## 車站週邊
近多良木町中心市街地帶、也有商店和公寓。球磨川的對岸是村落的聚集地。
約300公尺外的國道219號有產交巴士慈願寺（じがんじ）公車站。

### 北側
- 球磨川自行車專用道 - 站前。
- 球磨川
- 蓮花橋 - 渡過球磨川的橋。
- 熊本縣道33號人吉水上線 - 約900公尺。球磨川對岸。
- 青蓮寺 - 約1公里。

相良家的菩提寺阿彌陀堂為國家指定重要文化財
- 多良木町立黑肥地小學 - 約1公里。熊本縣道33號人吉水上線上。

### 南側
- 津留川
- 游泳學校
- 仁原川
- 國道219號 - 南側約300m。
- A-COOP超級市場 多良木 - 位於國道219號上。
- 百太郎溝 - 鎌倉時代建造的農業用水路。

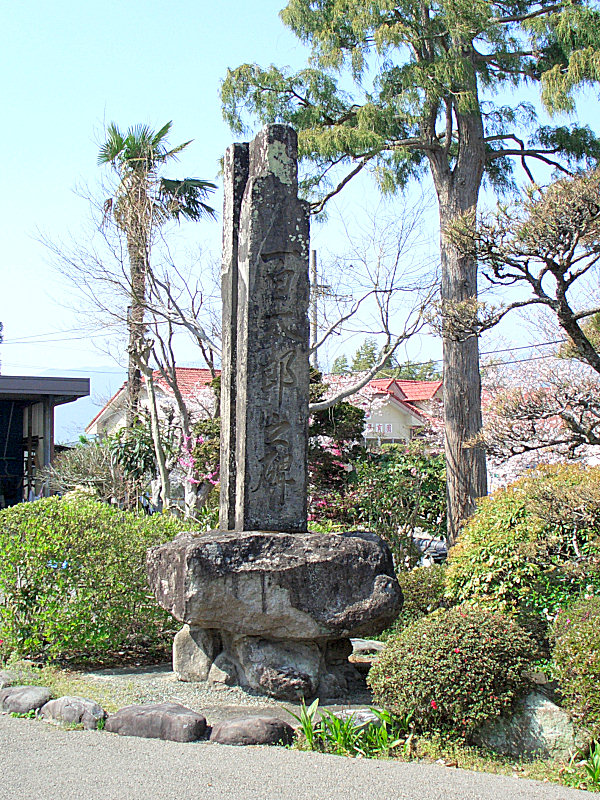
百太郎之碑

- 慈願寺 - 南側約500公尺。沿著西南側的道路越過國道219號和百太郎溝。

百太郎之碑。
- 正念寺 - 位於國道219號上。

## 歷史
- 1963年4月5日　設立。
- 1987年4月1日 - 國鐵分割民營化後成為九州旅客鐵道（JR九州）轄下的車站。
- 1989年10月1日 - 湯前線交由球磨川鐵道營運。

## 相鄰車站
球磨川鐵道
湯前線
多良木－東多良木－新鶴羽

## 關連項目
- 日本鐵路車站列表

## 外部連結
- 球磨川鐵道各站資訊 （页面存档备份，存于）（日語）